# موسسه اخلاق و فناوری های نوظهور
"این مقاله در حال ترجمه از ویکی انگلیسی است
لطفا حذف نشود."
مؤسسه اخلاق و فناوری‌های نوظهور یک موسسه پبشرو فن‌آوری است که به دنبال ترویج ایده‌هایی در مورد این است که چگونه پیشرفت فناوری می‌تواند آزادی، شادی و شکوفایی انسان را در جوامع دموکراتیک افزایش دهد. در ایالات متحده در سال 2004، به عنوان یک سازمان غیرانتفاعی توسط فیلسوف نیک بوستروم و اخلاق زیستی جیمز هیوز ثبت شد.
هدف این اتاق فکر تأثیرگذاری بر توسعه سیاست های عمومی که منافع را توزیع می کند است و خطرات تغییرات فن آوری را کاهش می دهد. این گروه به عنوان «یکی از گروه‌های مهم‌تر» در جنبش فرا انسانی  و از جمله گروه‌های فرا انسانی است که «نقش قوی در عرصه آکادمیک بازی می‌کنند».
موسسه اخلاق و فناوری های نو ظهور با Humanity Plus (همچنین توسط بوستروم و هیوز تأسیس و ریاست آن، و قبلاً به عنوان انجمن جهانی فرا انسانی شناخته می‌شد)،  یک سازمان بین‌المللی غیردولتی با مأموریتی مشابه اما با رویکردی فعال و غیر آکادمیک همکاری می‌کند. به تعدادی از متفکران پیشرو فناوری موقعیت هایی به عنوان یاران موسسه اخلاق و فناوری های نو ظهور پیشنهاد می شود. افرادی که چنین انتصاب هایی را با موسسه اخلاق و فناوری های نو ظهور پذیرفته اند از مأموریت این موسسه حمایت می کنند، اما آنها طیف وسیعی از دیدگاه ها را در مورد فناوری های نوظهور بیان کرده اند و همه خود را به عنوان فراانسانی معرفی نمی کنند. در اوایل اکتبر 2012، کریس نوتارو پس از استعفای مدیر عامل قبلی ، هنک پلیسیر، مدیر عامل موسسه اخلاق و فناوری های نو ظهور شد. در آوریل 2016، استیون آمبرلو مدیر عامل موسسه اخلاق و فناوری های نو ظهور شد. مارسلو رینسی مدیر ارشد فناوری موسسه اخلاق و فناوری های نو ظهور است.
انتشارات
مؤسسه، مجله اخلاق و فناوری های نوظهور،  که قبلاً مجله تکامل و فناوری بود، یک مجله دانشگاهی با داوری همتا منتشر می کند. مجله تکامل و فناوری در سال 1998 به عنوان مجله فرا انستنیت تاسیس شد و عنوان فعلی خود را در سال 2004 به دست آورد  سردبیر آن مارک واکر است. این مقاله تحقیقات آینده‌شناختی در مورد پیشرفت‌های بلندمدت در علم ، فناوری و فلسفه را پوشش می‌دهد که "بسیاری از مجلات جریان اصلی به عنوان بیش از حد حدس و گمان، رادیکال یا میان رشته‌ای از آن اجتناب می‌کنند."  این مؤسسه همچنین یک وبلاگ فناوری و اخلاق دارد که توسط نویسندگان مختلف پشتیبانی می شود.
برنامه ها
در سال 2006، موسسه اخلاق و فناوری های نوظهور فعالیت های زیر را راه اندازی کرد:
1. تامین امنیت : شناسایی و حمایت از راه حل های جهانی برای تهدیدات آینده .
2. حقوق شخص : کمپین برای گسترش مفهوم حقوق بشر .
3. زندگی طولانی‌تر و بهتر : موردی برای زندگی سالم‌تر، رسیدگی به اعتراض‌ها به تمدید زندگی ، نگرش‌های سن‌گرا و توانمندی را به چالش می‌کشد که استفاده کامل از فناوری سلامت را منع می‌کند.
4. تجسم آینده : مجموعه ای از تصاویر پساانسانیت و هوش غیرانسانی، مثبت، منفی و خنثی، به عنوان مثال، در داستان های علمی تخیلی و فرهنگ عامه. تعامل با منتقدان فرهنگی، هنرمندان، نویسندگان و فیلمسازان در کاوش دروسی که باید از اینها استخراج شود.

این مؤسسه از آن زمان تحقیقات خود را از این برنامه ها دور کرده و به سمت تحقیق در مورد پیامدهای سیاست ارتقای انسانی و سایر فناوری های نوظهور تغییر داده است. از آن زمان با مرکز اخلاق کاربردی در دانشگاه ماساچوست بوستون همکاری کرد تا بر دو برنامه خاص تمرکز کند:
1. هوش مصنوعی و آینده کار، دموکراسی و تعارض
2. سایبورگ ها و تقویت انسان

کنفرانس ها
در اواخر ماه مه 2006، موسسه IEET کنفرانس فناوری هایحقوق بشر را در دانشکده حقوق دانشگاه استنفورد در استنفورد، کالیفرنیا برگزار کرد. موسسه IEET همراه با سایر سازمان های مترقی میزبان کنفرانسی در دسامبر 2013 در دانشگاه ییل در مورد اعطای حقوق "شخصیت" گونه های مختلف بود. اعضای مؤسسه، مؤسسه را در کنفرانس‌ها و رویدادهای مختلف، از جمله مؤسسه مفاهیم پیشرفته ناسا و انجمن آمریکایی برای پیشرفت علم، نمایندگی می‌کنند. در سال 2014، رهبر IEET و/یا پنج کنفرانس  از جمله: Eros Evolving: The Future of Love, Sex, Marriage and Beauty کنفرانس  در آوریل در Piedmont، کالیفرنیا، و خطرات وجودی جهانی و رادیکال کنفرانس آینده در ژوئن در پیمونت، کالیفرنیا.
1. ↑  Bailey, Ronald (2006-06-02). "The Right to Human Enhancement: And also uplifting animals and the rapture of the nerds". Archived from the original on 2009-09-03.
2. ↑  Robert Geraci, Apocalyptic AI: Visions of Heaven in Robotics, Artificial Intelligence, and Virtual Reality (2010), p. 85.
3. ↑  Tamar Sharon, Human Nature in an Age of Biotechnology: The Case for Mediated Posthumanism (2013), p. 26.
4. ↑  "Ethics and Policy Concerns in the Transhuman Transition". h+ Media. July 29, 2014. Archived from the original on 13 April 2021. Retrieved 19 April 2024.
5. ↑  "Staff of the IEET". ieet.org. Retrieved 2020-09-25.
6. ↑  "Steven Umbrello". ieet.org. Retrieved 2020-09-25.
7. ↑  "Journal of Ethics and Emerging Technologies". jeet.ieet.org. Retrieved 2021-05-07.
8. ↑  "Institute for Ethics and Emerging Technologies: Publications". ieet.org. Retrieved 2020-09-25.
9. ↑  Blackford, Russel (September 18, 2014). "Transhumanism and The Journal of Evolution and Technology". Institute for Ethics and Emerging Technologies. Retrieved February 27, 2015.
10. ↑  «Programs and Activities, Institute for Ethics and Emerging Technologies, (Retrieved Dec. 30, 2014)». بایگانی‌شده از اصلی در ۲۸ فوریه ۲۰۱۷. دریافت‌شده در ۱۹ آوریل ۲۰۲۴.
11. ↑  "Institute for Ethics and Emerging Technologies – Medium". Medium. Retrieved 2020-12-23.
12. ↑  "Institute for Ethics and Emerging Technologies - Programs and Activities".
13. ↑  Pearlman, Alex. "Philosophy". IEET (به انگلیسی). Retrieved 2020-11-29.
14. ↑  "Institute for Ethics and Emerging Technologies - Human Enhancement Technologies and Human Rights".
15. ↑  Dvorsky, George (December 10, 2013). "Experts Gather at Yale to Discuss Whether Animals Are People". Gizmodo. G/O Media. Retrieved September 30, 2020.[پیوند مرده]
16. ↑  Personhood Beyond the Human Conference, Kurzweil, (Retrieved Dec 30, 2014).
17. ↑  Conference: Personhood Beyond the Human, Figure / Ground, (Retrieved Dec. 30, 2014).
18. ↑  Personhood Beyond the Human, (Retrieved Dec. 30, 2014).
19. ↑  "Michael Mountain, Personhood Beyond the Human, Nonhuman Rights Project, (April 16, 2013)". Archived from the original on December 31, 2014.
20. ↑  «Events, Institute for Ethics and Emerging Technologies, (Retrieved Dec. 30, 2014)». بایگانی‌شده از اصلی در ۲۸ فوریه ۲۰۱۷. دریافت‌شده در ۲۲ آوریل ۲۰۲۴.
21. ↑  "Institute for Ethics and Emerging Technologies - Programs and Activities". ieet.org. Retrieved 2020-09-25.
22. ↑  "EROS EVOLVING - the future of love, sex, marriage and beauty". Eventbrite (به انگلیسی). Retrieved 2020-09-25.[پیوند مرده]
23. ↑  "Brin, Baum, Pellissier @ Global Existential Risks and Radical Futures". ieet.org. Retrieved 2020-09-25.